# Xenillus deformatus
Xenillus deformatus är en kvalsterart som beskrevs av P. Balogh 1986. Xenillus deformatus ingår i släktet Xenillus och familjen Xenillidae. Inga underarter finns listade i Catalogue of Life.